# Eric Clapton and the Powerhouse
Eric Clapton and the Powerhouse — британская группа, созданная в 1966 году и исполнявшая блюз-рок. В состав группы входили шесть музыкантов: Эрик Клэптон (гитара), Джек Брюс (бас-гитара), Стив Уинвуд (под псевдонимом Steve Anglo, вокал), Пол Джонс (губная гармоника), Пит Йорк (ударные), Бен  Палмер (фортепиано).  
Группа записала всего несколько песен, изданных в 1966 году лейблом Elektra Records на пластинке-сборнике под названием What's Shakin' вместе с песнями других исполнителей, среди которых были The Lovin’ Spoonful и The Paul Butterfield Blues Band, и в том же году распалась.
После распада группы Эрик Клэптон и Джек Брюс создали группу Cream, Стив Уинвуд создал группу Traffic, Пол Джонс занялся сольной карьерой, а Пит Йорк как играл в своей основной The Spencer Davis Group с 1963 года, так и продолжал играть в ней до 1969. Кроме того, в 1968 году Клэптон и Уинвуд создали группу Blind Faith, а также впоследствии периодически сотрудничали друг с другом. 